# バツウケテイナー
『バツウケテイナー』は、2016年4月5日からサンテレビで放送されているバラエティ番組。2020年3月31日までは
『アキナ・和牛・アインシュタインのバツウケテイナー』、2020年4月7日から2023年6月27日までは『さや香・ラニーノーズ・ネイビーズアフロのバツウケテイナーR』として放送されていた。

## 概要
劇場で活動している吉本興業のお笑いユニットによる、罰ゲームエンタテイメント番組。番組はよしもと漫才劇場で公開収録。
毎回無茶ぶりとも言えるテーマが与えられ（テーマの語尾には「ロワイヤル」とついている）、6人全員がお題に対し大喜利で答え展開していく。毎回ゲストに登場する3組より芸歴も経験も長い先輩芸人レフリーが、誰が一番ウケが悪かったかを判定。笑いが一番足りないとジャッジされたコンビは、芸人レフリーが考案した罰を受けて笑いをとらなければならない。
時折、サンテレビの社員などから突然ダメ出しをされ、罰ゲームに応えることもある。この他、若手芸人がネタを披露しつつ自分の得意なテーマで3組のいずれかにタイマンを申し込み闘うことができる「タイマン下剋上ロワイヤル」というコーナーがある。
2016年4月から2020年3月31日まではアキナ牛シュタイン（アキナ・和牛・アインシュタイン）による「アキナ・和牛・アインシュタインのバツウケテイナー」として放送されていたが、4月7日からは番組内容はそのままでメンバーを一新し、青っ鼻香る（さや香・ラニーノーズ・ネイビーズアフロ）がメインの「さや香・ラニーノーズ・ネイビーズアフロのバツウケテイナーR」にリニューアルされ、2023年6月27日まで放送された。

## 出演者

### レギュラー

#### 「バツウケテイナー」
後継番組の｢バツウケテイナーR｣にて、レフェリーとして出演する場合もある。
- アキナ（秋山賢太、山名文和） - コンビカラー青
- 和牛（水田信二、川西賢志郎） - コンビカラー緑
- アインシュタイン（河井ゆずる、稲田直樹） - コンビカラー赤

#### 「バツウケテイナーR」
- さや香（新山士彦、石井誠一） - コンビカラー緑
- ラニーノーズ（洲崎貴郁、山田健人） - コンビカラー赤
- ネイビーズアフロ（みながわ、はじり） - コンビカラー青

### ナレーション
- キオーラモ（アッパレード木尾→木尾モデル）

### 芸人レフリー
以下の中からバツウケテイナーでは1人のみ出演。バツウケテイナーRではコンビで出演する回もある。

#### 「バツウケテイナー」
- 西森洋一（モンスターエンジン）
- 大林健二（モンスターエンジン）
- 瀬戸洋祐（スマイル）
- ウーイェイよしたか（スマイル）
- 山内健司（かまいたち）
- 濱家隆一（かまいたち）
- 田崎佑一（藤崎マーケット）
- トキ（藤崎マーケット）
- 西田幸治（笑い飯）
- 哲夫（笑い飯）
- ヤナギブソン（ザ・プラン9）
- 浅越ゴエ（ザ・プラン9）
- 月亭方正
- 矢野勝也（矢野・兵動）
- 林健（ギャロップ）
- 西澤裕介（ダイアン）
- 橋本直（銀シャリ）
- 川原克己（天竺鼠）
- 武智（スーパーマラドーナ）

#### 「バツウケテイナーR」
- 河野良祐（令和喜多みな実）
- 野村尚平（令和喜多みな実）
- トキ（藤崎マーケット）
- 田崎佑一（藤崎マーケット）
- 真べぇ（ダブルアート）
- タグ（ダブルアート）
- 河井ゆずる（アインシュタイン）
- 稲田直樹（アインシュタイン）
- 秋山賢太（アキナ）
- 山名文和（アキナ）
- 川西賢志郎（和牛）
- 水田信二（和牛）
- 周平魂（ツートライブ）
- たかのり（ツートライブ）
- 堂前透（ロングコートダディ）
- 兎（ロングコートダディ）
- 駒場孝（ミルクボーイ）
- 内海崇（ミルクボーイ）
- 爆ノ介（ザ・プラン9）
- 津田康平（マルセイユ）
- 別府貴之（マルセイユ）
- 木﨑太郎（祇園）
- 櫻井健一朗（祇園）
- 岩倉美里（蛙亭）
- 中野周平（蛙亭）
- 嶋佐和也（ニューヨーク）
- 屋敷裕政（ニューヨーク）
- 彩（Dr.ハインリッヒ）
- 幸（Dr.ハインリッヒ）
- ケツ（ニッポンの社長）
- 辻（ニッポンの社長）
- 友保隼平（金属バット）
- 小林圭輔（金属バット）
- 岩橋良昌（プラス・マイナス）
- 兼光タカシ（プラス・マイナス）
- 武智（スーパーマラドーナ）
- 大西進（黒帯）
- てらうち（黒帯）
- ZAZY
- 畠中悠（オズワルド）
- 伊藤俊介（オズワルド）
- きん（ビスケットブラザーズ）
- 原田泰雅（ビスケットブラザーズ）

### ゲストレフェリー
バツウケテイナーRの1周年記念。
- 田村侑久（BOYS AND MEN）

- 吉原雅斗（BOYS AND MEN）

## ネット局
| 放送対象地域 | 放送局              | 系列           | 放送日時                     | 放送期間                                      | 遅れ                                                           |
| ------------ | ------------------- | -------------- | ---------------------------- | --------------------------------------------- | -------------------------------------------------------------- |
| 兵庫県       | サンテレビ（SUN）   | 独立局         | 火曜22:00 - 22:30            | 2016年4月 -                                   | 制作局                                                         |
| 東京都       | TOKYO MX（MXTV）    | 独立局         | 日曜12:30 - 13:00            | 2017年10月 -                                  |                                                                |
| 北海道       | 札幌テレビ（STV）   | 日本テレビ系列 | 火曜（月曜深夜）2:04 - 2:34  | 2017年4月 - 2018年5月6月28日・7月3日7月31日 - |                                                                |
| 福岡県       | TVQ九州放送（TVQ）  | テレビ東京系列 | 水曜（火曜深夜）1:00 - 1:30  | 2018年10月 -                                  |                                                                |
| 佐賀県       | サガテレビ（STS）   | フジテレビ系列 | 土曜（金曜深夜）1:55 - 2:25  | 2018年10月 -                                  |                                                                |
| 千葉県       | 千葉テレビ（CTC）   | 独立局         | 金曜（木曜深夜）1:00 - 1:30  | 2018年10月 -                                  |                                                                |
| 京都府       | KBS京都（KBS）      | 独立局         | 土曜 21:00 - 21:30           | 2019年4月 -                                   |                                                                |
| 鹿児島県     | 南日本放送（MBC）   | TBS系列        | 火曜（月曜深夜） 1:05 - 1:35 | 2019年4月 -                                   |                                                                |
| 石川県       | テレビ金沢（KTK）   | 日本テレビ系列 | 木曜（水曜深夜）1:34 - 2:06  | 2019年6月 -                                   |                                                                |
| 神奈川県     | テレビ神奈川（tvk） | 独立局         | 金曜（木曜深夜）1:30 - 2:00  | 2019年6月28日 -                               |                                                                |
| 大分県       | 大分放送（OBS）     | TBS系列        | 月曜（日曜深夜）1:20 - 1:50  |                                               |                                                                |
| 和歌山県     | テレビ和歌山（WTV） | 独立局         | 土曜 23:00 - 23:30           | 2020年5月2日 -                                | 2019年10月31日 - 2020年5月1日までは木曜（水曜深夜）1:35 - 2:05 |
| 長野県       | 長野朝日放送（abn） | テレビ朝日系列 | 土曜（金曜深夜） 1:20 - 1:50 | 2021年4月 -                                   |                                                                |
| 全国         | BSよしもと          | BS放送         | 月曜 18:00 - 18:30           | 2022年3月28日 -                               | 2020年4月放送の『バツウケテイナーR』第1回から放送              |

札幌テレビでは、レギュラー放送を1度終了後、単発放送を挟んで再開している。
また、上記に加え、長崎放送、中京テレビ、青森朝日放送、琉球放送、広島テレビ、高知さんさんテレビ、テレビ静岡でも単発で放送されたことがある。

## ネット配信
- アキナ・和牛・アインシュタインのバツウケテイナー（大阪チャンネル 2017年4月25日- ）※再放送
- アキナ・和牛・アインシュタインのバツウケテイナー（AbemaTV 2017年8月31日- ）※再放送
- アキナ・和牛・アインシュタインのバツウケテイナー（GYAO!ストア）※ VOD配信。1回ごとのレンタル視聴
- さや香・ラニーノーズ・ネイビーズアフロのバツウケテイナーR （大阪チャンネル 2020年4月7日- ）※再放送

## DVD
- アキナ・和牛・アインシュタインのバツウケテイナーDVD（2017年9月27日発売）
- アキナ・和牛・アインシュタインのバツウケテイナーDVD （2020年12月2日発売）[5]

## スタッフ

### 「バツウケテイナー」
構成：友光哲也、堀内亮、城田和哉、神庭誠 

CAM：三村友昭（よしもとBE） 

AUD：本城宣彰（よしもとBE） 

MA：福川祐歩（よしもとBE） 

EED：高浦祐希（よしもとBE） 

デザイン：小笠原佳子 

メイク：中川綾菜 

照明：玉井克典 

音響：矢野杏奈 

舞台監督：清水直人 

VTR：上田優 

進行：後藤早保、草場真司 

協力：よしもと漫才劇場、ステージプランニング、アーチェリープロダクション、スタジオネスト、MORE、よしもとブロードエンタテインメント 

AD：奥田香穂、鈴木啓太、南野朗大、山田明弘、秋本里帆 

D（ディレクター）：竹本明香、東上床直樹、植村文雄 

P（プロデューサー）：竹内浄一（サンテレビ）、富永依里子、（よしもとCA）、木村友厚（よしもとBE） 

制作著作：サンテレビ、吉本興業 

### 「バツウケテイナーR」
構成：友光哲也、津村明芳、山田泰葉 

CAM：三村友昭 

MIX：本城宣彰 

MA：福川廣歩 

EED：堀井優太郎

デザイン：小笠原佳子 

協力：よしもと漫才劇場、よしもとブロードエンタテインメント 

D ：景山輝之、大浦未来 

AP：赤井亮介 

P：竹内浄一、和田朋之、齋藤克 

制作著作：サンテレビ、吉本興業 

### 過去のスタッフ

#### 「バツウケテイナー」
プロデューサー：久保仁（サンテレビ）、家村栄輝（サンテレビ）、立石望（サンテレビ）、植田隆志（よしもとCA）